# Fort Regent
Fort Regent is een fort in Saint Helier op Jersey. Het fort is tamelijk modern, gebouwd tussen 1806 en 1814. Het fort werd nodig omdat de oude kastelen, Mont Orgueil en Elizabeth Castle niet meer toereikend waren om het eiland te verdedigen tegen mogelijke napoleontische invallen. Het fort werd ontworpen door John Humfrey. Het fort werd genoemd naar de toenmalige regent van Engeland, de latere koning George IV. Op het moment dat het fort voltooid was, was het al niet meer nodig, omdat de Franse dreiging inmiddels was verdwenen.
Het ligt op een hoge heuvel, Mount Bingham, met een mooi uitzicht op de stad en haven. Om het fort een nieuwe bestemming te geven, is erbinnen een sportcentrum gebouwd. Daartoe is een grote, witte overkapping over de oude muren geplaatst, die daardoor onaangetast zijn gebleven.
De vestingwerken zijn nog te bewandelen in de open lucht. Er staat een aantal kanonnen opgesteld. 